# Alojz Sajfrid
Alojz Sajfrid, je bio dželat u službi Austrougarske i Kraljevine SHS, rođen 27. maja 1856. godine u austrijskom gradiću Brun am Gebirge, od oca Franca i majke Karoline (rođene Herger).
Dana 1. avgusta 1886. postavljen je za privremenog dželata za Bosnu, koja je tada bila pod austrougarskom okupacijom u skladu s odredbama Berlinskog ugovora (1878). Za stalnog dželata je postavljen 1. februara 1897.
Ostao je upamćen po tome što je 3. februara 1915. izvršio smrtnu kaznu vešanjem nad trojicom osuđenih za Sarajevski atentat. Obesio je Veljka Čubrilovića, Miška Jovanovića i Danila Ilića i o tome ostavio svoje svedočanstvo.
Imao je običaj da tvrdi, bez ikakvog osnova, kako je izmislio novi sistem vešanja, na kojima smrt nastupa u sekundi. Međutim, radilo se o stаndаrdnim аustriјskim vеšаlima, u vidu stubа ukоpаnоg u zеmlјu, u kојi је ukucаn klin zа krаtаk kоnоpаc s оmčom. Na takvim vešalima, agonija osuđenog je u proseku trajala oko deset minuta. U isto vreme u Engleskoj se koristila naprednija tehnika vešala, sа dugаčkim kоnоpcеm i оtvоrоm nа pоdu plаtfоrmе, krоz kојi је оsuđеnik pаdао i zаtеzао kоnоpаc tеžinоm svоg tеlа.
Posle Prvog svetskog rata, nakon stvaranja Kraljevine Srba, Hrvata i Slovenaca (Jugoslavije), Sajfrid je ostao u službi novih vlasti do 1922. godine, kada je penzionisan.
Sam Alojz je svirao citru i komponovao. Omiljeni kompozitori su mu bili Šubert i Šopen. U svojoj 36 godina dugoj karijeri, Sajfrid je verovatno obesio više od 50 osuđenika na smrt, mnoge tokom rata. Poslednja žrtva mu je bio Alija Alijagić, koga je obesio 8. marta 1922. u Zagrebu.
Kao penzioner boravio je u Sarajevu do 1930, a onda se vratio u svoje rodno mesto u Austriji, gde je 1933. godine razgovarao s novinarima.
Umro je u rodnom mestu 9. oktobra 1938. godine, od arterioskleroze.
Njegov lik je bio inspiracija Mirku Kovaču za „Vrata od utrobe” (1979) i Ranku Risojeviću za roman „Bosanski dželat” (2004).

## Porodica
Dva Sajfridova brata — Jozef (r. 1854) i Rudi (1852-1892) — takođe su bili dželati u Austrougarskoj. Sva trojica su nasledili zanat od bečkog dželata Hajnriha Vilenbahera, koji im je bio ujak ili je bio Rudolfov tast. Alojz je za sebe govorio da je pre odlaska u Bosnu bio pomoćnik bečkog dželata Jozefa Langa.
Sajfrid je bio ženjen i imao je najmanje jednog sina. Prema jednoj novinskoj vesti, njegova žena je pre braka radila kao ukrotiteljica zmija. Njihov sin se amaterski bavio slikanjem.

## Napomene
1. ↑  Prezime se zapravo izgovara Zajfrid, ali se u zvaničnim dokumentima javlja kao Sajfrid ili, ređe, Sajfert

## Literatura
- „Članak o Alojzu Sajfridu, s faksimilima arhivskih dokumenata”. Srbija protiv smrtne kazne – SPSK. 27. 2. 2013. Архивирано из оригинала 24. 08. 2017. г. Приступљено 23. 9. 2017.